# 林钧

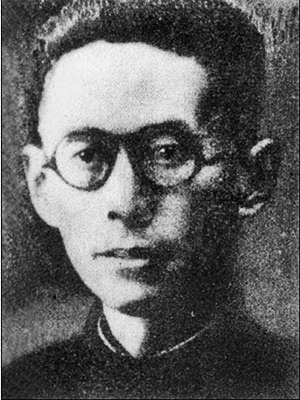

林钧（1896年—1944年5月17日），又名林少白，江苏省川沙县（今属上海市浦东新区）人。中国共产党上海地区早期领导人。

## 生平

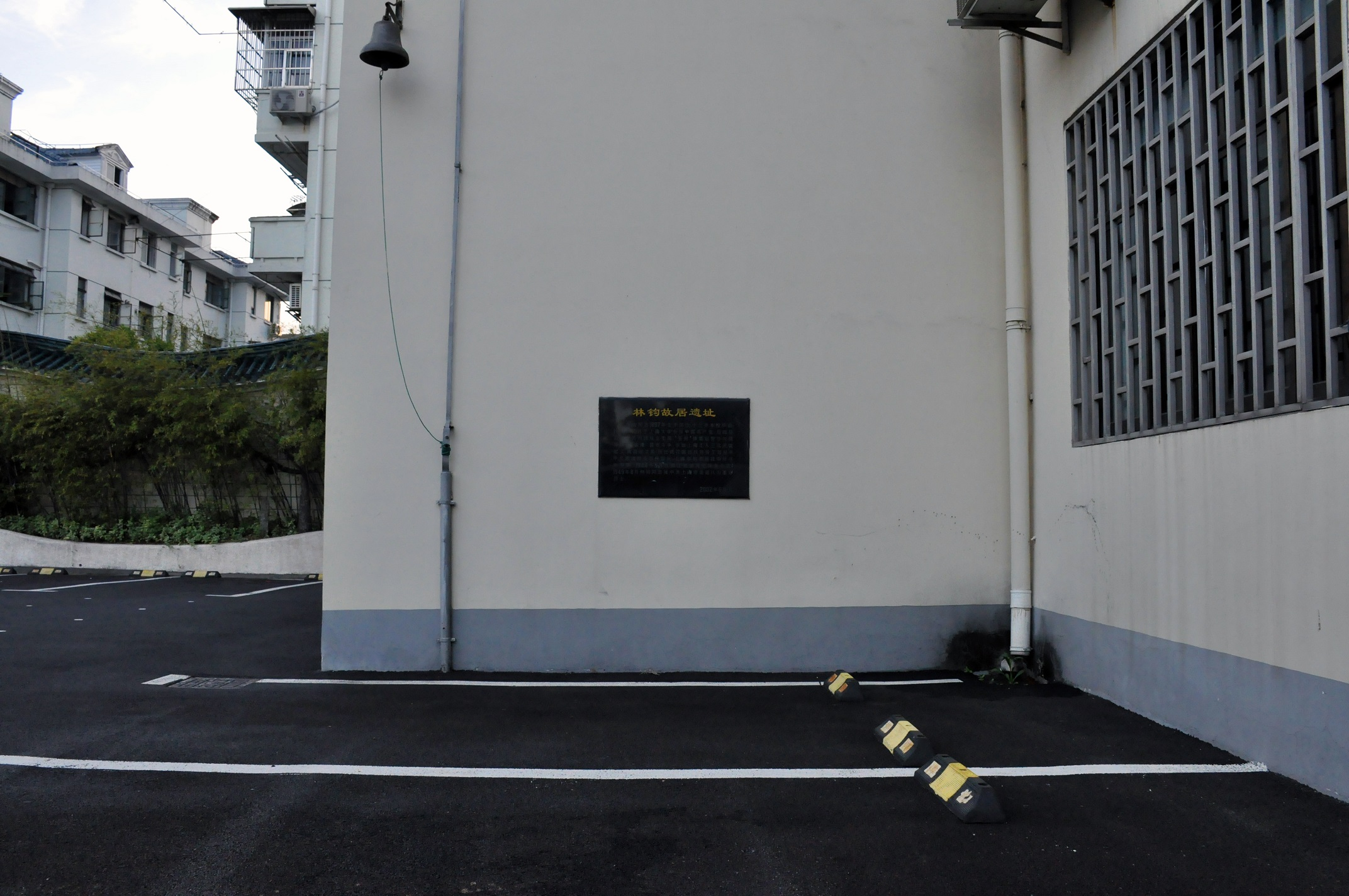
位于观澜小学内的林钧故居遗址，今为浦东新区文物保护单位

林钧原来姓朱，后因自幼父母双亡，由姨母抚养，故改姓林。1910年，林钧到南汇县周浦镇布庄当学徒，后来布庄歇业，林钧回家。1915年，林钧赴南汇县大团小学、鲁汇小学任教，后转入川沙县观澜小学任教。其间，林钧阅读了《新青年》、《向导》等刊物。
1924年，林钧辞去教职，入上海大学学习。在校期间，经瞿秋白等影响，林钧加入中国共产党。其间，他在工人补习夜校任教，并创办景平女中。
1925年．林钧被推为上海学生代表，在刘少奇、蔡和森等领导下参加五卅运动。后来，林钧当选工商学联合会秘书、各马路商界联合会主席，主持三罢（即罢市、罢工、罢课），同英国方面进行斗争。1926年，林钧当选上海特别市市民工会党团书记。1927年，上海工人第三次武装起义成功，林钧在周恩来、李立三等领导下组织了工人纠察队，协助北伐军开入上海。此后，林钧按照周恩来的指示，筹组上海特别市临时市政府，任上海特别市临时市政府委员兼秘书长。他还当选为中国共产党第五次全国代表大会代表。在其领导下，川沙县王剑三等人从军阀手中夺取了川沙县政权。
1927年4月12日，蒋介石发动四一二事件，屠杀中国共产党党员。林钧秘密到武汉参加中国共产党第五次全国代表大会，并当选为劳工部次长。7月15日，汪精卫、唐生智发动七一五事件，宁汉合流。林钧奉命到江西南昌参加南昌起义。起义成功后，林钧随起义部队撤往广东潮汕地区。起义部队在潮汕地区遭到失败后，林钧经香港回到上海。
1928年，在中共江苏省委恽代英、彭湃等领导下，林钧建立了中共浦东区委。后来该区委扩大为中共淞浦特委，林钧任书记，委员有刘晓、严朴、杭果人等。1929年，林钧接替刘少奇任中共沪东区委书记。1930年初，林钧领导奉贤县庄行暴动时被国民政府逮捕。1935年，恰逢国民政府因为孙中山安葬南京而实行大赦，林钧获保释出狱。
1936年，林钧同上海大学校友共同创办了华华中学，林钧任校长。
1937年抗日战争爆发后，五卅小学遭日军炮轰毁灭。林钧获八路军驻沪办事处同意，在浦东创建了边区民众抗日自卫总团第四大队，在浦东、崇明等地多次同日军作战。1940年2月，林钧在崇明的部队遭崇明民众抗日自卫总队缴械。同年冬，他被汪精卫政权特工总部76号逮捕并关押二个月。获释后，林钧在家居住数个月，其间76号经常派人前来查看。
1941年夏，林钧和联络员江锋取得联系，赴浙江从事策反活动，任汪精卫政权特工系统的苏皖赣闽四省驻金华办事处少校处长及金华负责人。1943年，林钧得知其旧部被中国国民党方面收编为江南挺进总队，在浙江淳安地区活动，乃辞职到该部說服带队总队长潘可平等率部到浙江西部，准备在太湖创建抗日根据地，配合新四军作战。
1944年5月17日，林钧经过浙江省德清县时，遭国民党特务卓清宝逮捕后杀害。